# 科学怪人 (1931年电影)
《科学怪人》（英語：Frankenstein）是1931年由环球影业发行的一部恐怖片，詹姆斯·惠尔担任导演。电影基于玛丽·雪莱的同名小说。

## 演员
- 科林·克莱夫 饰演 弗兰肯斯坦博士
- 梅·克拉克 饰演 伊莉莎白
- 鲍里斯·卡洛夫 饰演 弗兰肯斯坦的怪物
- 约翰·博尔斯 饰演 Victor Moritz
- 爱德华·凡·斯隆 饰演 Waldman博士
- 弗雷德里克·克尔 饰演 Baron Frankenstein
- 德怀特·弗赖伊 饰演 Fritz
- 莱昂内尔·贝尔莫尔 饰演 Herr Vogel
- 玛里琳·哈里斯 饰演 Little Maria

## 評價
烂番茄根据94条评论給出94%的平均分，平均得分8.8/10。Metacritic根据15条评论給出91/100的平均分。《科学怪人》受到评论家的普遍好评，人们普遍认为这是1931年最优秀的电影，同时也可以称得上历史上最好的电影之一 。

## 拓展阅读
- Doherty, Thomas Patrick. Pre-Code Hollywood: Sex, Immorality, and Insurrection in American Cinema 1930-1934. New York: Columbia University Press 1999. ISBN 0-231-11094-4
- Vieira, Mark A., Sin in Soft Focus. New York: Harry N. Abrams, Inc. 2003. ISBN 0-8109-8228-5